# Horsfordia rotundifolia
Horsfordia rotundifolia är en malvaväxtart som beskrevs av S. Wats.. Horsfordia rotundifolia ingår i släktet Horsfordia och familjen malvaväxter. Inga underarter finns listade i Catalogue of Life.